# Molina de Segura
Molina de Segura ist eine Stadt im Südosten Spaniens.

## Geographie und Klima
Molina de Segura liegt im Tal des Río Segura und gehört zur autonomen Region Murcia. Das ehemalige Königreich Murcia (heute Región de Murcia) ist eines der trockensten Gebiete Europas. Die Temperaturen im Sommer steigen oft über 40 °C bei nur 340 mm Regen im Jahr. Der Wassermangel ist ein ständiges Problem und spielt auch in der Politik eine große Rolle. Flora und Fauna sind vom mediterranen Klima geprägt. Die Winter sind mild.
Molina de Segura teilt sich in folgende Stadtviertel (Barrios) auf: El Carmen, El Sifón, Fátima, San Antonio, Santa Bárbara, San José, San Miguel, San Roque.
Zu Molina gehören auch Albarda, Campotéjar Alta, Campotéjar Baja, Comala, La Espada, El Fenazar, La Hornera, Hurona, El Llano, El Rellano, Ribera de Molina, El Romeral, Altorreal, El Chorrico, El Pino, La Alcayna, Los Conejos, Los Olivos, Los Vientos, Torrealta und Los Valientes.
Nachbargemeinden sind Las Torres de Cotillas, Alguazas, Lorquí, Ulea, Archena, Abarán, Blanca, Murcia und Fortuna.

## Bevölkerung
Molina de Segura hat 77.493 Einwohner (Stand: 2024). Am 14. Februar 2006 lebten 7.277 Ausländer in der Stadt. Die fünf am häufigsten vertretenen Nationalitäten waren:
- Ecuador (2.083 Personen)
- Marokko (1.328 Personen)
- Kolumbien (711 Personen)
- Rumänien (514 Personen)
- Bolivien (337 Personen)

62 deutsche Staatsbürger sind in Molina de Segura registriert.

## Politik
Das Amt des Bürgermeisters von Molina de Segura bekleideten:
| Amtszeit  | Amtsinhaber               | Partei          |
| --------- | ------------------------- | --------------- |
| 1979–1983 | Francisco Vivas Palazón   | PSOE            |
| 1983–1987 | Fulgencio Puche Oliva     | PSOE            |
| 1987–1991 | Fulgencio Puche Oliva     | PSOE            |
| 1991–1994 | Andrés Palazón Gómez      | PSOE            |
| 1994–1995 | José Cruzado Quevedo      | PSOE            |
| 1995–1999 | Eduardo Contreras Linares | Partido Popular |
| 1999–2003 | Eduardo Contreras Linares | Partido Popular |
| ab 2003   | Eduardo Contreras Linares | Partido Popular |

## Wirtschaft
Seit Mitte des 20. Jahrhunderts entwickelte sich Molina de Segura zu einem wichtigen Standort der Konservenindustrie. Heute sind die Hauptwirtschaftszweige in Molina vielfältig.
Es gibt in Molina de Segura vier Industriegebiete:
- Poligono Industrial „La Serreta“ (Ctra. Nacional 301, s/n)
- Polígono Industrial „El Tapiado“ (Ctra. de Madrid, Km. 381)
- Polígono Industrial „La Estrella“ (Ctra. de Madrid, s/n.)
- Polígono Industrial „La Polvorista“ (Ctra. Nacional 301, s/n)

## Söhne und Töchter der Stadt
- Elia María Martínez (* 1979), Fußballschiedsrichterin